# Никулин, Николай Александрович

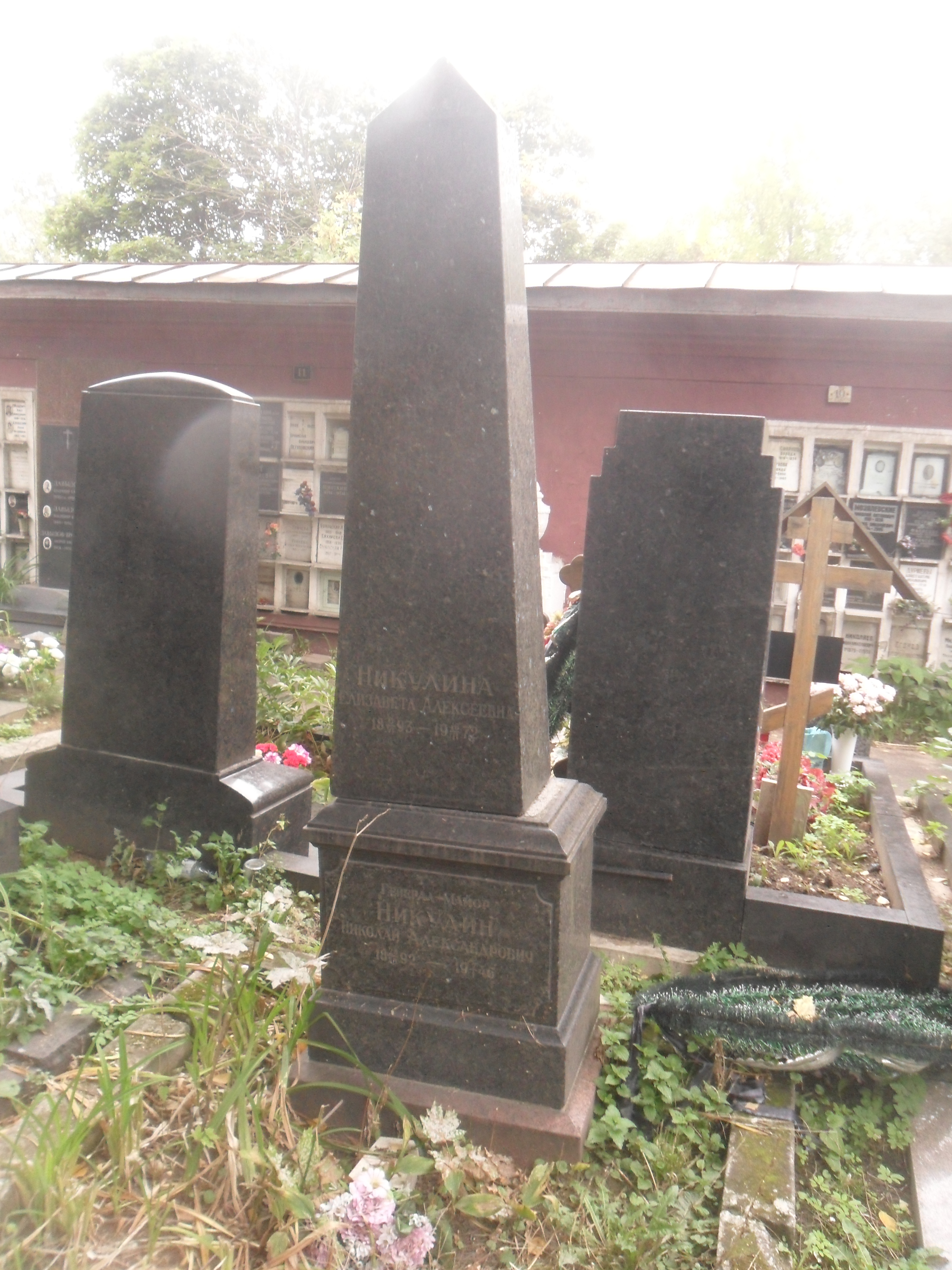
Могила Никулина на Новодевичьем кладбище Москвы.

Николай Александрович Никулин (1892—1945) —  советский военачальник, участник Гражданской и Великой Отечественной войн. Генерал-майор интендантской службы (22.02.1944).

## Биография
Родился 15 (28) декабря 1892 года в селе Гнездилово Гнездиловской волости Дмитровского уезда Орловской губернии (ныне село Новогнездилово Сосковского района Орловской области). 
18 октября 1918 года пошёл на службу в Рабоче-крестьянскую Красную Армию. Участвовал в боях Гражданской войны. Окончил Высший педагогический институт РККА. Участвовал в Польском походе РККА в сентябре 1939 года. С 1940 года проходил службу в отделе устройства тыла и снабжения штаба Московского военного округа. Подполковник. 
Участник Великой Отечественной войны с лета 1941 года. В августе 1941 года назначен начальником отделения в организационно-плановый отдел Управления тыла Южного фронта, в феврале 1942 года стал начальником этого отдела. С 27 июня 1942 года — начальник организационного отдела Управления тыла Южного фронта. С 8 августа 1942 года — заместитель начальника штаба Управления тыла Северо-Кавказского фронта, с 27 сентября — на той же должности в Черноморской группе войск Закавказского фронта, с 13 февраля 1943 года — на прежней должности в штабе Управления тыла Северо-Кавказского фронта, с 15 июля — исполняющий должность начальника штаба Управления тыла Северо-Кавказского фронта.  В 1942 году Н. А. Никулин был ранен. Полковник (12.02.1942). С 20 ноября 1943 года возглавлял штаб Управления тыла Отдельной Приморской армии, с 24 мая 1944 года — штаб Управления тыла 2-го Белорусского фронта. С 30 июня 1944 года — начальник тыла — заместитель командующего войсками 2-го Белорусского фронта по тылу.
Участник битвы за Кавказ, Новороссийско-Таманской, Керченско-Этильгенской десантной, Крымской, Белорусской наступательных операций. Провёл большую работу по обеспечению снабжения действующих частей.
Скончался (по одним сведениям от ран, по другим от болезни) 7 января 1945 года в Москве в Центральном военном клиническом госпитале имени П. В. Мандрыка. Похоронен на Новодевичьем кладбище Москвы.
Был награждён орденом Ленина (21.02.1945), орденом Красного Знамени (3.11.1944), двумя орденами Отечественной войны 1-й степени (2.06.1943, 10.04.1945), орденом Красной Звезды (6.03.1942), медалью «За оборону Кавказа» (вручена в декабре 1944 года).